# Friesodielsia fornicata
Friesodielsia fornicata är en kirimojaväxtart som först beskrevs av William Roxburgh, och fick sitt nu gällande namn av Debika Das. Friesodielsia fornicata ingår i släktet Friesodielsia och familjen kirimojaväxter. Inga underarter finns listade i Catalogue of Life.